# Mikrometer (mätverktyg)

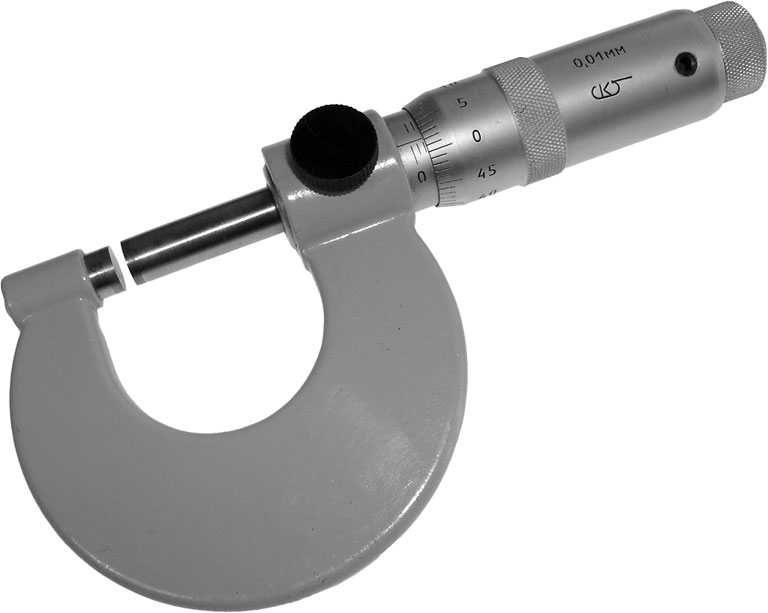
Mikrometer, mätområde 0—25 mm, mätnoggrannhet 0,01 mm.

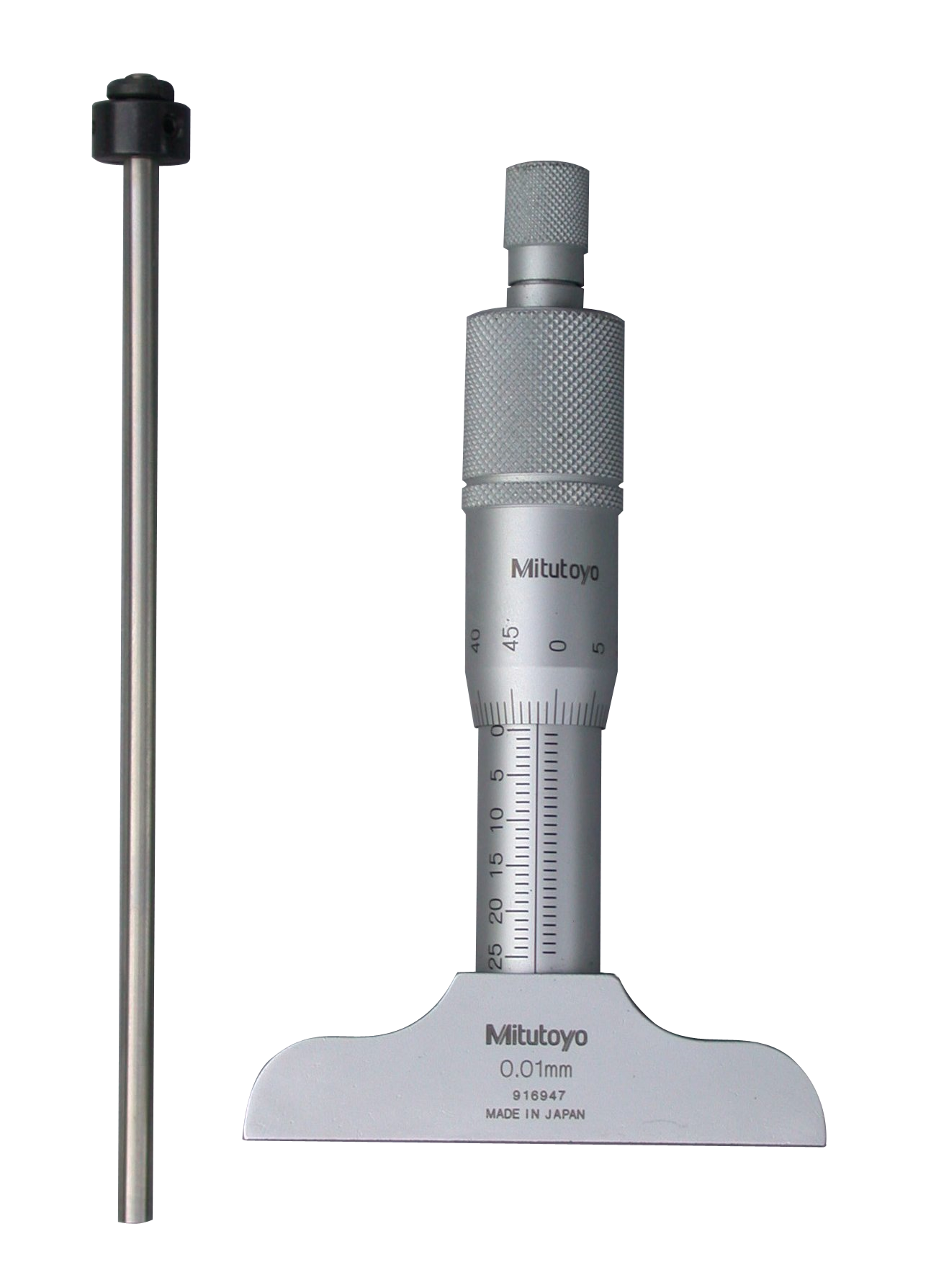
Djupmikrometer, mätområde 0—25 mm, mätnoggrannhet 0,01 mm. Genom att byta "stickan" i denna typ av mikrometer kan man få andra mätområden, t.ex. 25—50 mm.

En mikrometerskruv, även mikrometer (av grekiska mikros, liten, och metron, mått) eller bygelmätskruv, är ett mekaniskt mätinstrument bestående av en metallbåge i vars ena ände en skruv är infäst. Skruvens gänga är mycket noggrant tillverkad och har en mycket precis stigning. Med hjälp av skruven kan man ställa in bredden på metallbågens gap.

## Funktion
Mikrometer är en apparat eller apparatdel, som används för uppmätning av mycket små längder. Hos en del mikrometrar sker mätningen på det sätt, att antalet vridningsvarv bestäms hos en skruv med liten och regelbunden stigning. Sådana skruvar med tillhörande muttrar kallas mikrometerskruvar. Mikrometerskruven är vanligen försedd med relativt stort huvud, på vars breda kant ("trumman") är uppdragen en gradering, som delar dess periferi i en mängd lika stora delar. Strax utanför denna gradering är anbragt en index, stundom försedd med en efter graderingen avpassad nonie. Är skruven till en början så ställd, att indexen visar på trummans nollstreck och sedan vrides runt, så är varvet fullbordat när nollstrecket åter träffar indexen. Med hjälp av indexen kan således de hela varv, som skruven roteras, lätt räknas och delarna av varvet avläsas på trummans gradering.

## Mätning
Det föremål som ska mätas hålls i metallbågens gap, sedan skruvas skruven in tills mätytorna ligger an mot föremålet som mäts. I skruvens ände finns ofta en slirkoppling som gör att mätningen sker med en bestämd kraft. Finns inte friktionskopplingen är det operatörens känsla som avgör hur hårt mätytorna skruvas åt. Skruvens gängstigning är vanligen 0,5 eller 1 mm per varv. Mättrumman som roterar med skruven är graderad, vanligen i 50 eller 100 delar (av en millimeter), och därmed kan man avläsa hur stort gapet är på en hundradel när. Det finns även mikrometrar med nonieskalor som visar tusendels mm.
Vid mätningen håller man bygeln med ena handen. För att inte kroppsvärmen ska förlänga bygeln och därmed mätgapet, vilket skulle leda till mätfel, är bättre mikrometrar tillverkade av stål med låg längdutvidgningskoefficient till exempel invar, eller försedda med ett värmeisolerande grepp av icke-metalliskt slag. Man kan begränsa påverkan av kroppsvärmen genom att använda till exempel bomullshandskar, eller ett mikrometerställ. Ett ställ gör båda händerna fria och förenklar därmed mätning av lösa föremål.
Det finns personer som menar att en bra upptränad känsla i handen som skruvar åt mättrumman är bättre än att använda friktionskopplingen. Det kan tyckas tveksamt om det verkligen är så eller om en slirkoppling ger jämnare anskruvning och mer repeterbara mätningar.
Om man inte ökar gapet innan mikrometern avlägsnas från mätobjektet finns risken att mätytorna slits. Slitna mätytor medför att nollpunktens läge förskjuts, och att planheten och parallelliteten försämras. Smuts, damm och slipmedelsrester på mätobjektet slipar ned mätytorna. Om mätytorna inte är tillräckligt parallella blir mätningen oexakt. Som alla andra fina mätinstrument skall mikrometern hållas i så rent skick som möjligt.
Konstruktionen påminner ganska mycket om en tving, men bör inte användas som sådan då dess mättnoggrannhet tämligen omgående går förlorad.

## Mätnoggrannhet
Mätnoggrannheten hos en bra mikrometerskruv är i storleksordningen 5–10 mikrometer. Vissa högkvalitativa mikrometerskruvar klarar faktiskt just en mikrometer i noggrannhet, men generellt är namnet missvisande, eftersom det kan förväxlas med måttenheten mikrometer (µm). Avläsningen görs med hjälp av en nonieskala för att förbättra precisionen.
För uppmätning av mikroskopiska föremål användes glasmikrometern, en på glas uppdragen fin skala. Det föremål, som skall uppmätas, placeras på glasmikrometern, och båda iakttagas under ett mikroskop.